# 广东文学馆
广东文学馆是中国广东省的文化场馆，位于广州市荔湾区白鹅潭大湾区艺术中心，是艺术中心“三馆合一”的组成部分，于2024年4月开馆。

## 运营机构
广东文学馆（同时加挂广东文学院、《作品》杂志社牌子）为广东省作家协会所属的正处级公益一类事业单位，主要职责是开展文学藏品征集、收藏、展览、研究、教育、阅读、交流、创意活动，开展包括网络文学在内的文学创作和研究，编辑、出版、发行《作品》杂志。

## 建筑
广东文学馆位于白鹅潭艺术中心中部，地上建筑8层、地下2层，高52.3米，建筑面积1.84万平方米，展陈面积0.54万平方米。文学馆设文学成就展示区、文学作品阅览区、大众文学交流区、文学研究区、文学创意融合区、青少年创意写作中心、“一带一路”国际文学交流中心、公共服务区、藏品区及藏品技术区、业务管理用房共十大主体功能区块及附属用房。

## 展厅设置
广东文学馆文学成就展示区开设有6个常设展厅与1个临时展厅：
- “海上明月——广东古代文学”展厅
- “破浪以飏——广东近代文学”展厅
- “铁火新生——广东现代文学”展厅
- “香飘四季——广东当代文学”展厅
- “中流自在——港澳台侨文学”展厅
- “鲁迅家”展厅
- 临时展厅

各展厅以时间顺序，展示广东文学由古至今的发展与成就。
广东文学馆特设有“鲁迅家”专题展厅。该展厅展陈大纲和方案均由鲁迅长孙、鲁迅文化基金会会长周令飞的团队编撰。有别于其他鲁迅纪念馆主要展示鲁迅的文学创作和生平经历，该展厅更关注其家庭生活，展出许多鲁迅夫人许广平和独子周海婴的遗物。
开馆初期，一楼的临时展厅将举办“广东省作家协会成立70周年展”，展示省作协的发展历程。

## 历史
2010年，广东省发布《广东省建设文化强省规划纲要（2011—2020年）》，当中将广东文学馆等项目纳入重点建设项目。
2016年，广东文学馆在多处比选后，一度选址广州大学城星汇文翰小区旁。专家评审时更因设计方案与周边环境不协调而遭质疑。2018年9月8日，广东省政府决定将广东文学馆与广东当代美术馆和广东非物质文化遗产展示中心以“三馆合一”模式合并建设，“三馆合一”项目后定名“白鹅潭大湾区艺术中心”。
2024年4月28日，广东文学馆随白鹅潭大湾区艺术中心正式启用；5月1日，正式对公众开放。